# Kontrollstelle (Strafverfahren)
Eine Kontrollstelle ist eine ortsfeste Straßensperre der deutschen Polizei, die auf öffentlichen Straßen, Wegen und Plätzen eingerichtet wird, um dort repressiv tätig zu werden. Sinn und Zweck ist meist die Fahndung nach Personen oder Sachen (meist Kraftfahrzeuge) oder auch die Kontrolle nach bestimmten (verbotenen) Gegenständen.
An Kontrollstellen werden Fahrzeuge inkl. der Ladung und Insassen einer Kontrolle (vor allem Identitätsfeststellung und Durchsuchung) unterzogen.
Die Rechtsgrundlage ist § 111 StPO. Sie erlaubt die Einrichtung von Kontrollstellen, wenn deren Einrichtung zur Aufklärung von Verbrechen gerechtfertigt erscheint. Die Anordnung für eine Kontrollstelle erfolgt durch einen Richter; die Staatsanwaltschaft und ihre Ermittlungspersonen sind nur bei Gefahr im Verzug hierzu befugt.

## Durchführung
Kontrollstellen sind meistens mit einem großen Kräfteeinsatz verbunden. Dazu werden oft verstärkende Einheiten, beispielsweise die Bereitschaftspolizei, angefordert. Sie werden nicht punktuell, sondern flächig positioniert. Polizeitaktisch werden Kontrollstellen mit Standkontrollen bewältigt. Organisatorisch steht die Fahndung unter der Leitung eines Einsatzleiters oder zumindest der Leitstelle.